# Aeroportul Matsu Beigan
Aeroportul Matsu Beigan (IATA: MFK, ICAO: RCMT) este un aeroport din 北竿鄉⁠(d), 連江縣⁠(d), 福建省⁠(d), Taiwan ce deservește zona 北竿鄉⁠(d). Aeroportul a fost tranzitat în decembrie 2020 de 4.209 pasageri. A fost numit după Beigan Island⁠(d).
Situat la o altitudine de 12 m, aeroportul dispune de 1 pistă. Este operat de Civil Aeronautics Administration⁠(d).

## Infrastructură

### Piste
Aeroportul dispune de o singură pistă. Pista 03/21 are suprafața de beton și dimensiunile 1.150 m × 30 m. 